# Andrena grozdanici
Andrena grozdanici là một loài Hymenoptera trong họ Andrenidae. Loài này được Osytshnjuk mô tả khoa học năm 1975.